# Psi Cassiopeiae
Psi Cassiopeiae (ψ Cassiopeiae , förkortat Psi Cas, ψ Cas) som är stjärnans Bayerbeteckning, är en dubbelstjärna belägen i den norra delen av stjärnbilden Cassiopeja. Den har en kombinerad skenbar magnitud på 4,72 och är svagt synlig för blotta ögat. Baserat på parallaxmätning inom Hipparcosuppdraget på ca 16,7 mas, beräknas den befinna sig på ett avstånd av ca 195 ljusår (60 parsek) från solen.

## Egenskaper
Psi Cassiopeiae A är en orange till röd jättestjärna av spektralklass K0 III-IIIb CN0.5. Den har en radie som har expanderat till 12 gånger solens radie. Den utsänder från dess fotosfär 50 gånger mer energi än solen vid en effektiv temperatur på 4 952 K.
Psi Cassiopeiae är en dubbelstjärna, betecknad CCDM J01259 + 6808AB, med en följeslagare av magnitud 14 (komponent B), som är separerad med 3 bågsekunder från primärstjärnan. Cirka 25 bågsekunder bort finns en optisk följeslagare av magnitud 9,8, CCDM J01259 + 6808CD, betecknad Psi Cassiopeiae B i äldre stjärnkataloger, som i sig är en annan dubbelstjärna. CD innefattar en komponent C av magnitud 9,4 och en komponent D av magnitud 10.